# Syrista parreyssii
Syrista parreyssii is een vliesvleugelig insect uit de familie van de halmwespen (Cephidae). De wetenschappelijke naam van de soort is voor het eerst geldig gepubliceerd in 1843 door Maximilian Spinola.
De verzamelaar en insectenhandelaar Parreys had deze soort gevonden in Dalmatië. De soort werd nadien in 1842 in Spanje gevonden door de Italiaan Victor Ghiliani.